# Željko Ražnatović
Željko Ražnatović (Жељко Ражнатовић) / Zseljko Razsnatovics (Brežice, Jugoszlávia 1952. április 17. – Belgrád, 2000. január 15.), ismertebb nevén Arkan, vagy Arkan kapitány, háborús bűnös, a délszláv háború során szerb nemzetiségű félkatonai csapata (Arkan Tigrisei) élén etnikai tisztogatásokat hajtott végre a Balkánon. Nemzetközi elfogatóparancs volt érvényben ellene, merényletben halt meg Belgrádban.

## Élete

### Fiatalkora
A mai Szlovénia területén fekvő Brežicében született, ahol édesapja, Veljko Ražnatović, a Jugoszláv Néphadsereg légierejének ezredeseként szolgált. A család négy gyermeke közül a kis Arkan volt a szülők kedvence, egyetlen fiúként. Már fiatalkorában több probléma volt vele, csínytevések, később több bűncselekményt követett el, főként kisebb lopásokat.
A keménykötésű, fürge és ravasz Ražnatovićot Európa-szerte ékszerüzletek és bankfiókok kirablásával gyanúsították. Sokszor használt hamis útleveleket, több személyazonosságot kreálva magának. A legenda szerint ebben az időben használt hamis útlevél alapján kapta a később hírhedtté vált Arkan (Tigris) nevet.

### A jugoszláv időkben
Arkan 1972-ben, 20 évesen illegálisan emigrált Nyugat-Európába. Egy rablás során 1975-ben Belgiumban elfogták, a bíróság tíz év szabadságvesztésre ítélte. Négy évet ült ebből le, majd megszökött. Ezután Hollandiában került szembe az igazságszolgáltatással, ismét elfogták, hét évet kapott. Büntetésének megkezdése után kilenc hónappal ismét megszökött. 1983 novemberében az akkori Jugoszláviában elkövetett bankrablással kapcsolatban a rendőrség megkísérelte őrizetbe venni. Ennek során lövöldözés tört ki, melyben Arkan megsebesített két rendőrt. Elfogták, de 48 óra múlva szabadon engedték arra hivatkozva, hogy félreértés történt, hiszen a belügyminisztérium munkatársáról van szó.
A fentiek alapján feltételezhető, hogy ebben az időben apja kapcsolatait kihasználva az Államvédelmi Szolgálatnál (Državna Bezbednost), az ellenséges emigráció elleni részlegnél dolgozott.
Néhány éven belül Arkan visszatért a civil szférába, cukrászdát nyitott Belgrádban. Érdeklődést mutat a sport iránt is, kedvenc focicsapata a Crvena Zvezda volt, mely szurkolótáborának egyik vezetője lett.

### A délszláv háborúban
A kirobbanó délszláv konfliktus során szerb belügyi kapcsolatait kihasználva, fegyverzetet, katonai felszerelést, kiképzőket és kiképzőtáborokat bocsátottak rendelkezésére, így megkezdhette a Szerb Önkéntes Gárda, ismertebb nevén a Tigrisek (Српска добровољачка гарда) toborzását. Az alakulatban egykori visszaemlékezések alapján a kiképzés és a fegyelem is brutálisan kemény volt. Valószínű, hogy az alakulat tagjai között több börtönviselt egyén is volt. Arkan – aki egyébként antialkoholista volt és nem dohányzott – egyáltalán nem engedélyezett emberei számára semminemű alkoholfogyasztást.
A Szerb Önkéntes Gárda alakulata 1991 nyarán megjelent Kelet-Szlavóniában, majd a Baranyai háromszögben és Nyugat-Szlavóniában is. Itt több szlavón falut, többek között a magyarlakta Kórógyot és Szentlászlót is felégették, kirabolták, lakosaikat elhurcolták. Több mészárlást is ennek a szabadcsapatnak a nevéhez kötnek. A Szentlászlót védő horvátok között harcolt az I. Nemzetközi Brigád parancsnoka, Rózsa Flores Eduardo is.
Az 1992–1995-ös boszniai háború idején a Tigrisek etnikai tisztogató akcióikról váltak hírhedtté. A szemtanúk szerint a szabadcsapatok nem a harcokban vitézkedtek, hanem a békés polgári lakosság kifosztásában és bántalmazásában jártak élen. Egyes források szerint Arkan a koszovói háborúból sem maradt ki: a táborokba menekült koszovói albánok arról beszéltek, hogy Arkan csapatai garázdálkodtak a falvaikban a szerb etnikai tisztogatás idején.
A boszniai háborút követően Erdődre (Erdut, Horvátország) helyezték át a Gárda központját és kiképzőtáborát. A „Tigriseket” hivatalosan 1995-ben, a délszláv háborúkat lezáró daytoni egyezmény aláírását követően oszlatták fel.

### A háború után

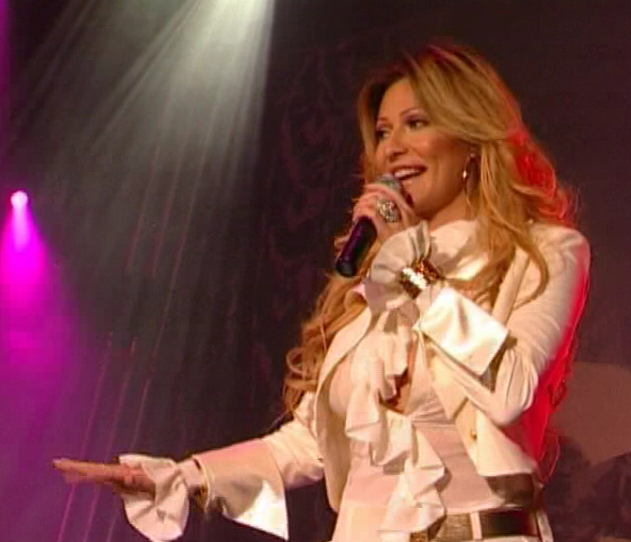
Felesége, Ceca 2006-ban

1995 februárjában feleségül vette Svetlana Veličković énekesnőt, a szerb nemzet Ceca néven ismert énekes bálványát. Eközben politikai karrierje is felfele ívelt és több focicsapat tulajdonosa is lett. Az 1990-es évek végén a Hágai Nemzetközi Törvényszék tárgyalásain már felmerült a neve, európai elfogatóparancsot adtak ki ellene.
2000 januárjában a belgrádi Intercontinental szálloda halljában három közvetlen közelről leadott lövéssel végeztek vele. A merénylők négyen voltak, a gyilkosságról szóló büntető per kilenc évig tartott. Az elsőrendű vádlottat, aki 2006 óta szökésben van, távollétében 35 év börtönre ítélték.

## Külső hivatkozások
- Arkan, a csetnik

1. 1 2  Encyclopædia Britannica (angol nyelven). Encyclopædia Britannica Online . (Hozzáférés: 2017. október 9.)
2. 1 2  Find a Grave (angol nyelven). Find a Grave . (Hozzáférés: 2017. október 9.)